# Templo de Diana (Nîmes)
O Templo de Diana (occitano: Temple de Diana, francês: Temple de Diane) ou mais popularmente Temple de la Fontaine, é um dos numerosos monumentos romanos preservados na cidade occitana de Nîmes (Languedoque-Rossilhão). Pertence ao conjunto arquitetônico dos Jardins de la Fontaine e se encontra perto de uma outra obra romana famosa, a Torre Manha. Entrou na lista dos monumentos históricos do Estado francês em 1840.

## História
Este monumento é parte do santuário no centro do ninfeu consagrado ao imperador Augusto. É acreditado que provavelmente abrigava uma biblioteca embora alguns estudiosos pensarem que poderiam ser termas. O edifício data do tempo de Augusto, a fachada provavelmente foi restaurada durante o século II. Durante a Idade Média, entre 991 e 1577, foi a capela do convento dos monges de São Salvador, o que explica sua conservação. O convento e o templo foram parcialmente destruídos durante as guerras religiosas pelos católicos da cidade que não queriam que isso servisse de refúgio para as tropas protestantes. Por volta de 1570, o arquiteto veneziano Andrea Palladio que permaneceu algum tempo em Nîmes fez diversos desenhos antes que um incêndio transformasse o templo na sua forma atual. Assim começou a popularização do lugar que se tornou ainda mais importante durante o período romântico. No século XVIII o templo inspirou muitos românticos, Hubert Robert, notadamente. Aos dias de hoje é acessível a partir dos Jardins de la Fontaine. O Templo de Diana foi objeto de uma classificação ao título dos monumentos históricos pela lista de 1840.

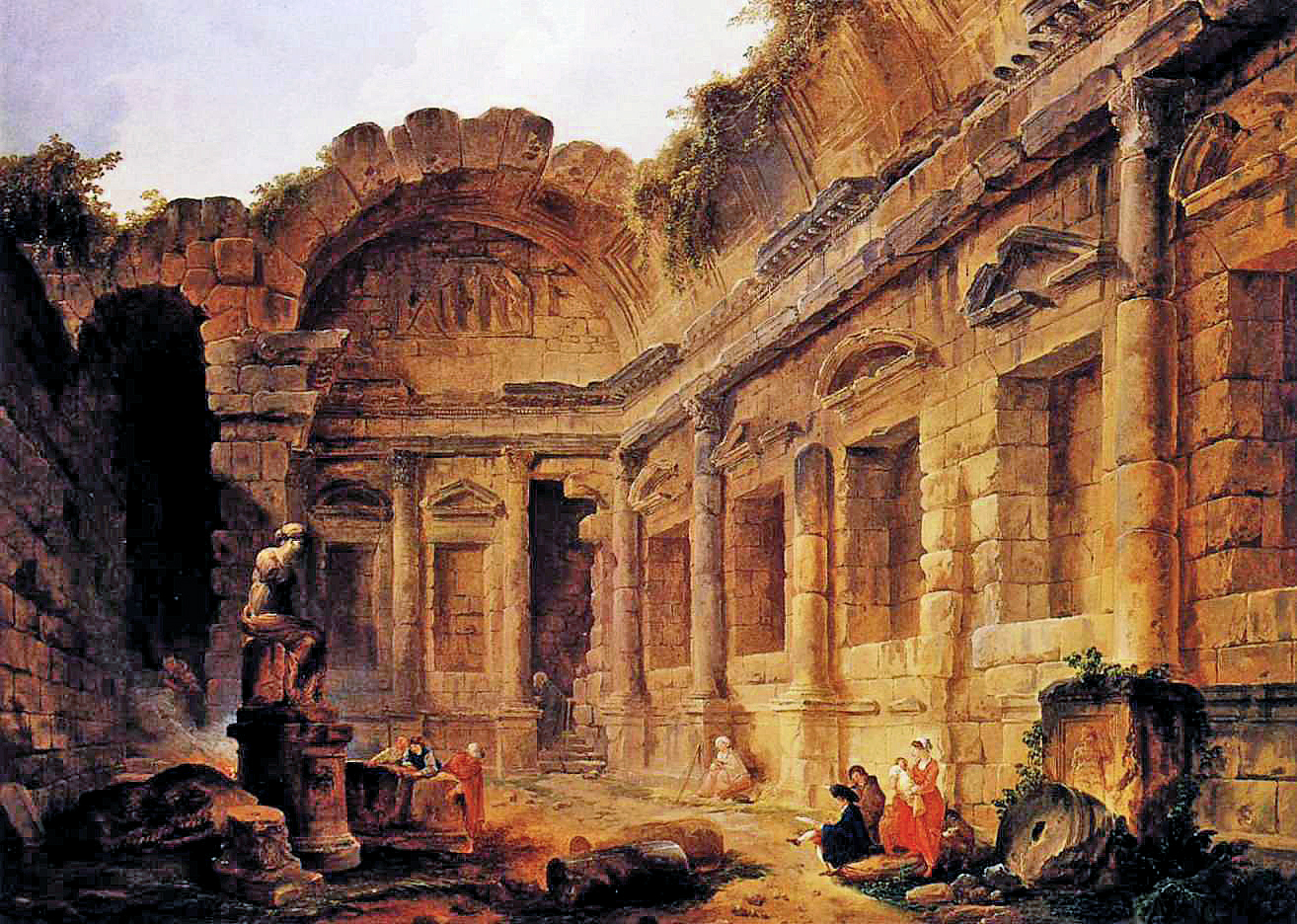
Interior do Templo de Diana em Nîmes, por Hubert Robert (1771).
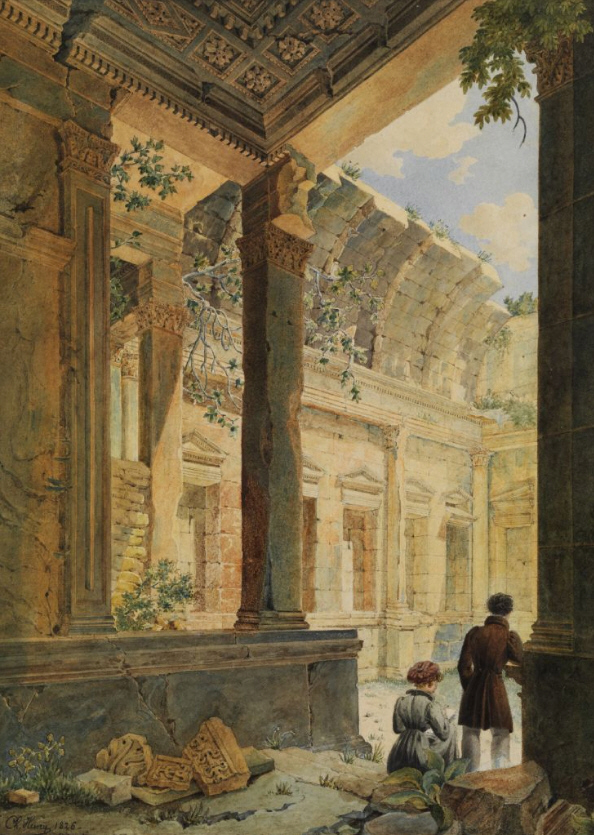
O Templo de Diana (1826), por Charles Léopold Émile Henry (1797–1885).

## Discussões sobre seu nome e seu uso
O nome do templo tem gerado uma série de discussões entre os diversos estudiosos que foram estudar esse monumento. Popularmente, nos registros, recebeu o nome de Temple de la Fontaine aos fins de 1622, e foi a partir daquela data que o nome de Diana começou a adquirir mais popularidade. Não se sabe ao certo se o santuário era dedicado para Diana e tampouco se era realmente um templo. A sua planta basilical excluiu o feito de que possa ser um templo, e o nome "de Diana" não se deve em dados arqueológicos ou históricos. Após a descoberta de inscrições romanas incompletas se pensou que o templo poderia ser dedicado para as divindades egípcias Ísis e Osíris que tiveram um culto em Nîmes. É um templo de estilo coríntio.

## Estrutura
Escavado em parte pelo flanco do Monte Cavalier, o edifício era originalmente rodeado de salões anexos e suportando um andar ou terraço. A fachada principal, perfurada por três grandes janelas em cimbres, se conserva em dois níveis.
Aos dias de hoje, os vestígios consistem principalmente em um salão abobadado de um comprimento de 14,52 m e de uma largura de 9,55 m, flanqueadas por duas escadas que davam acesso às construções em terraço em falta. Esse salão tinha as aberturas para a porta, desprovido de sistemas de fechamento, e a janela que a sobrepuja. O muro lateral norte revela aparentemente uma série de cinco nichos retangulares encimados em alternância de frontões triangulares e semicirculares. Entre cada nicho se eleva uma coluna de ordem compósita suportadas. Ao fundo, três compartimentos mais profundos apresentam as plataformas ornadas de pedestais esculpidos.
Durante as escavações de 1745, o piso antigo foi descoberto, feito de "placas de mármore de diversas cores" (decoração em opus sectile) que continua a ser o suporte da argamassa.

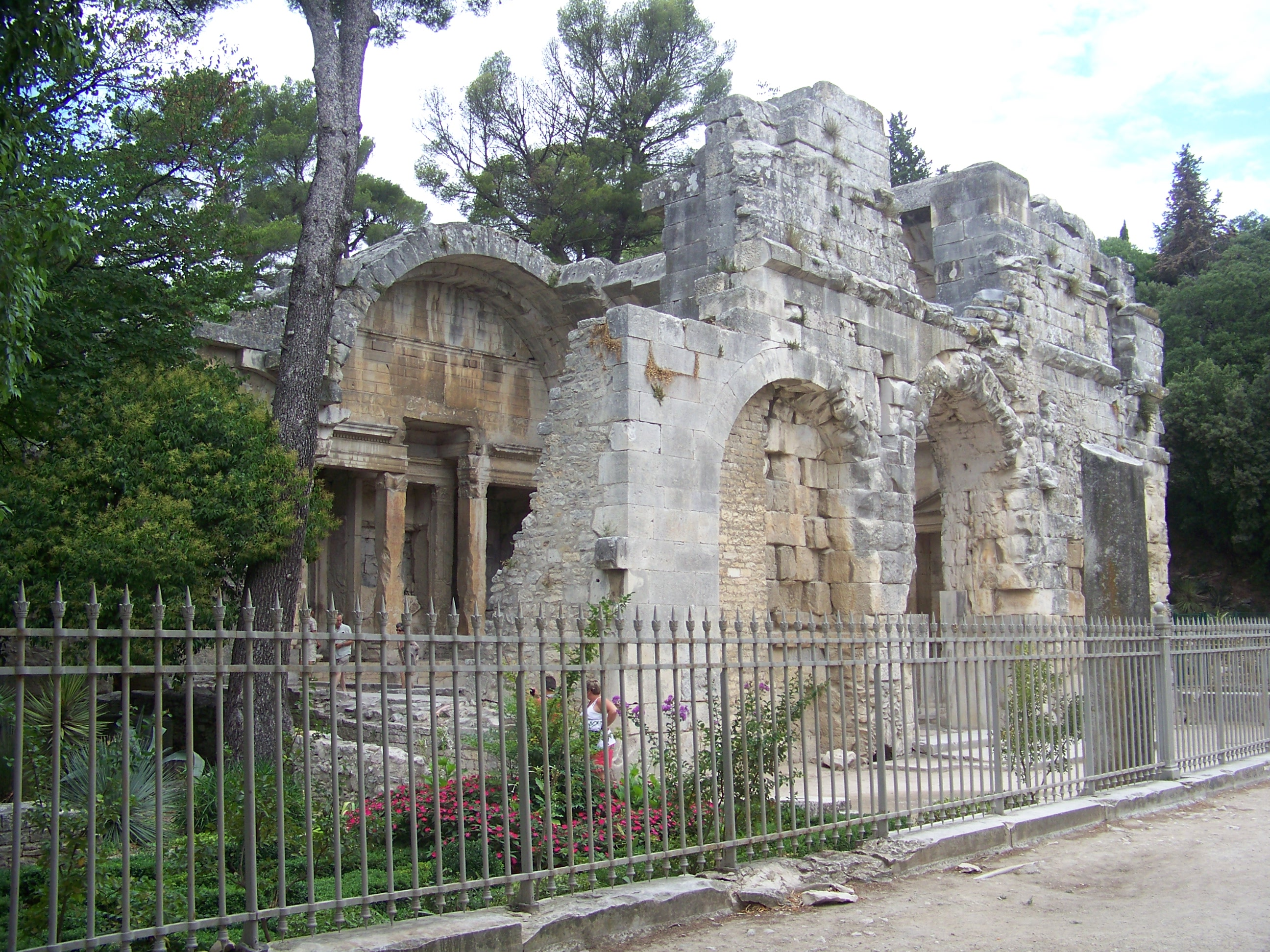
Visão geral (sudeste)
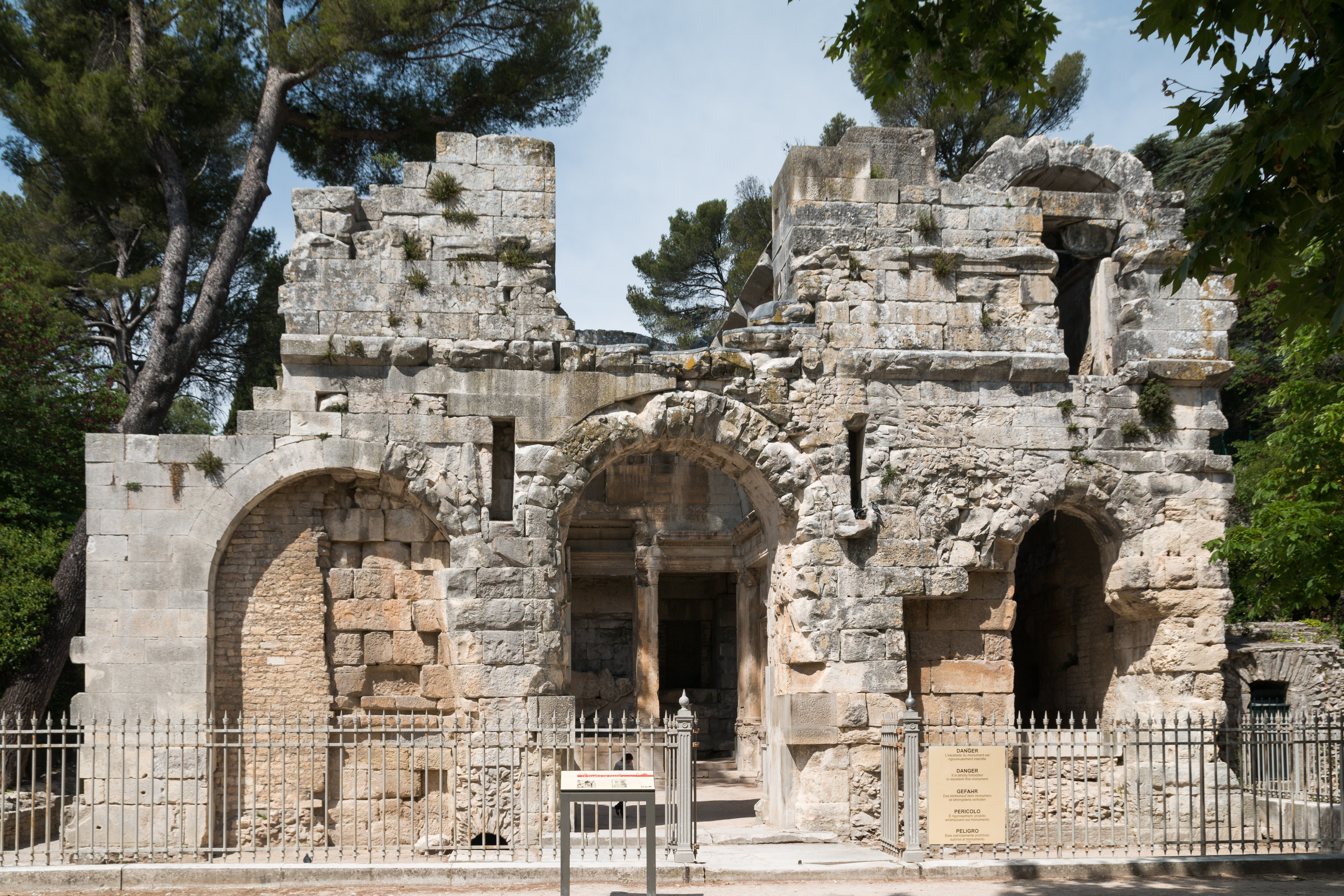
Janelas em cimbres da fachada principal, a leste.
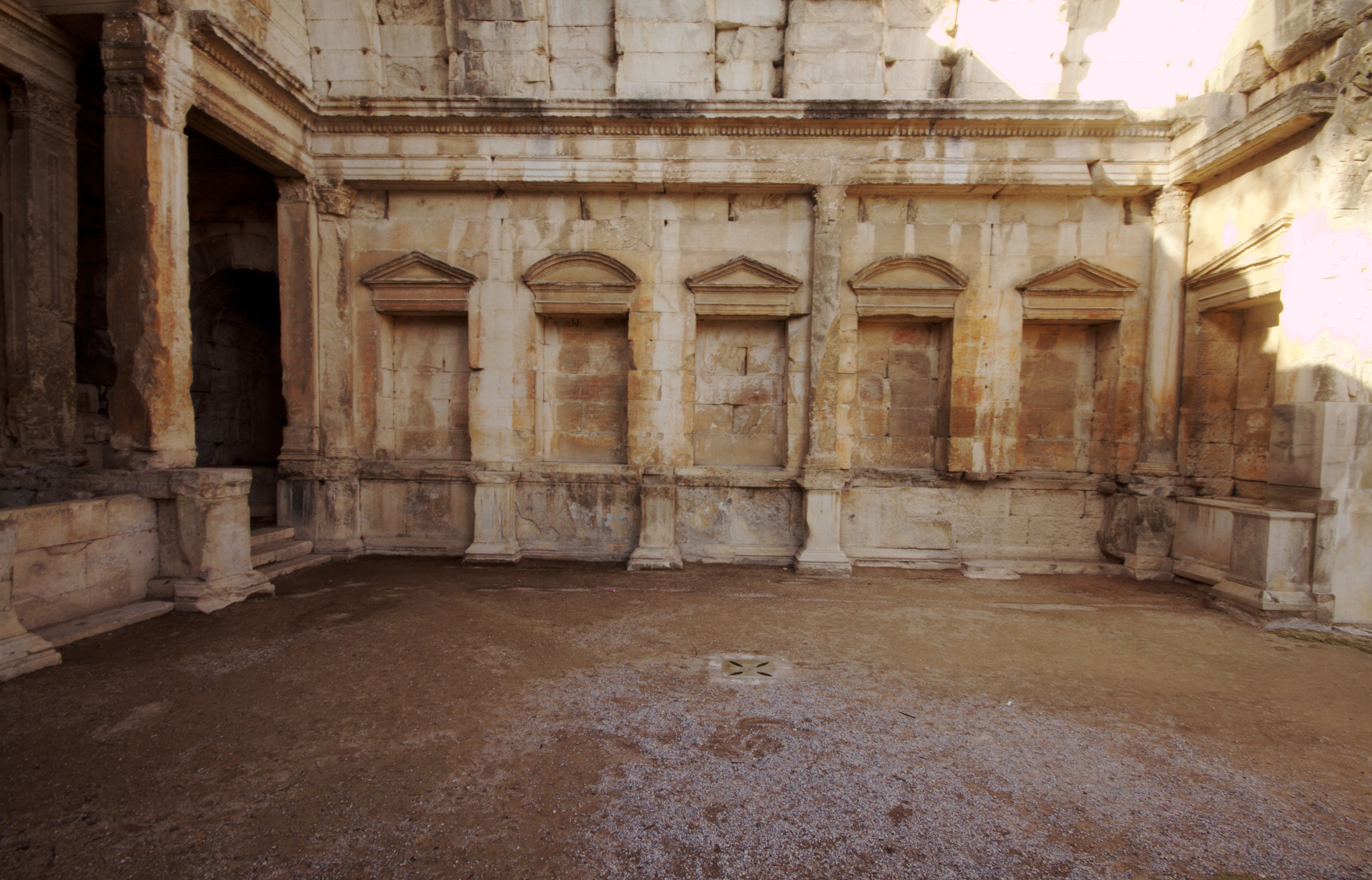
Parede norte em nichos retangulares, começando com abóbadas.
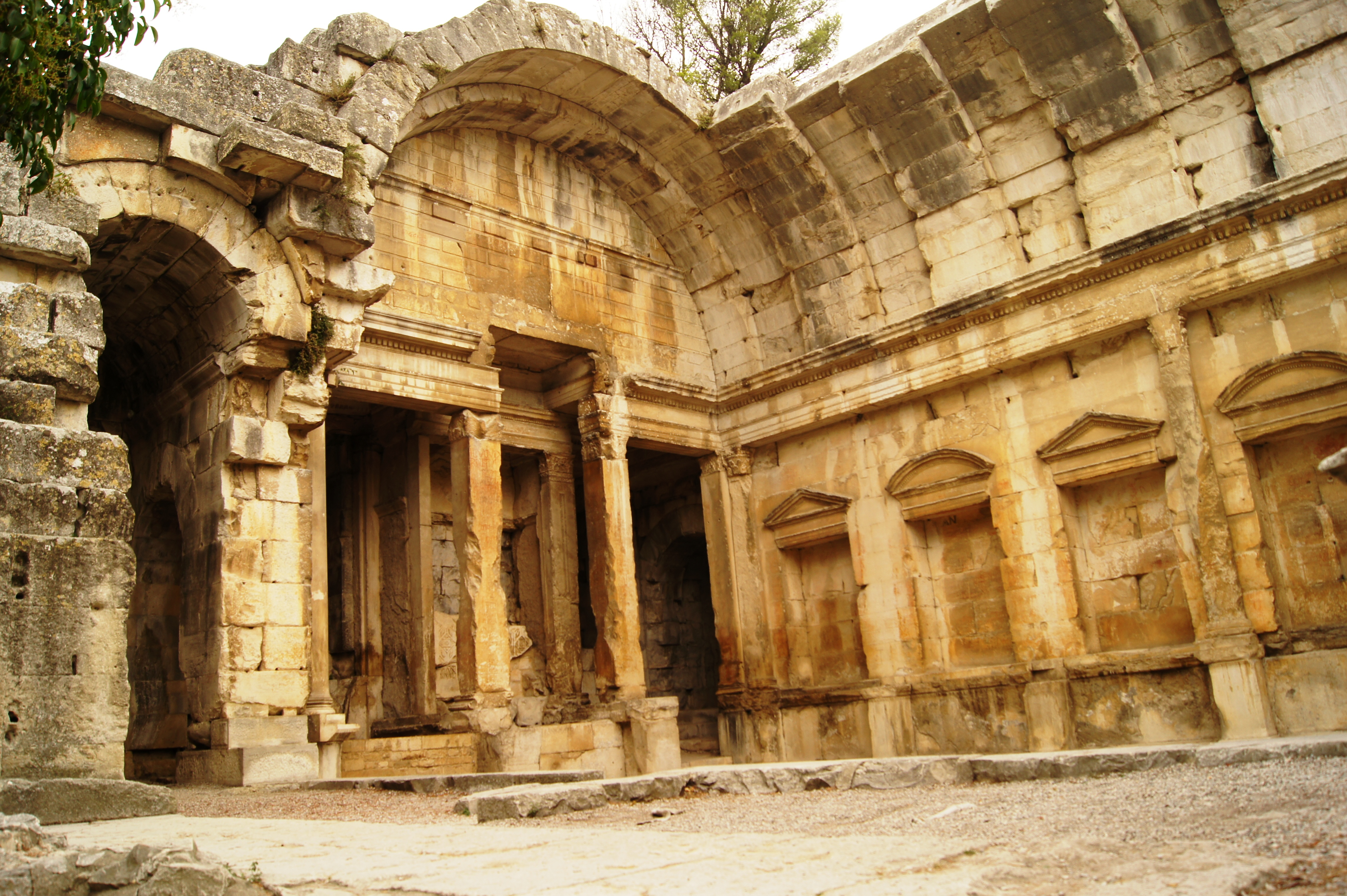
Abóboda e compartimentos do fundo (oeste)
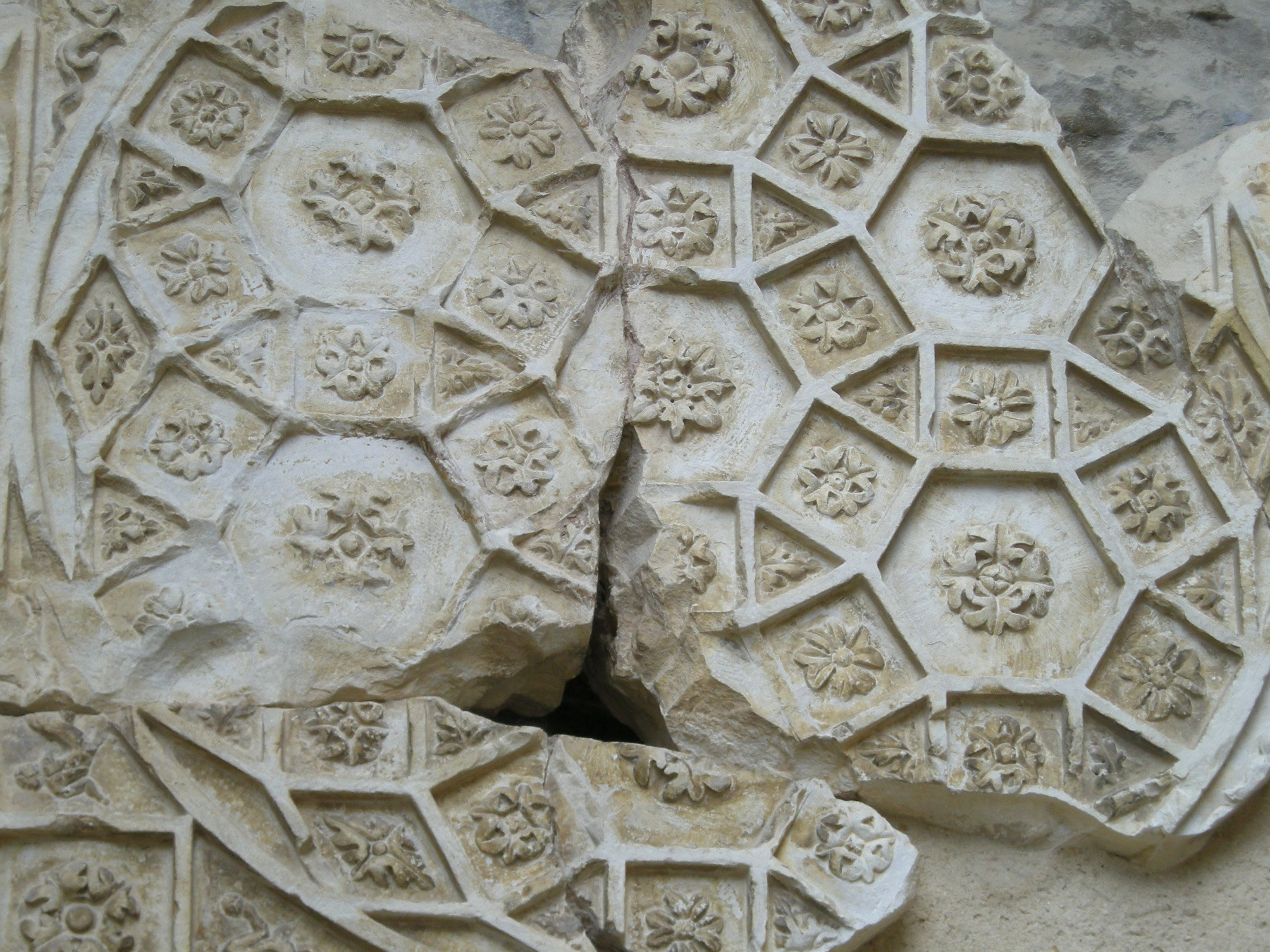
Caixa esculpida da abóbada do fundo.
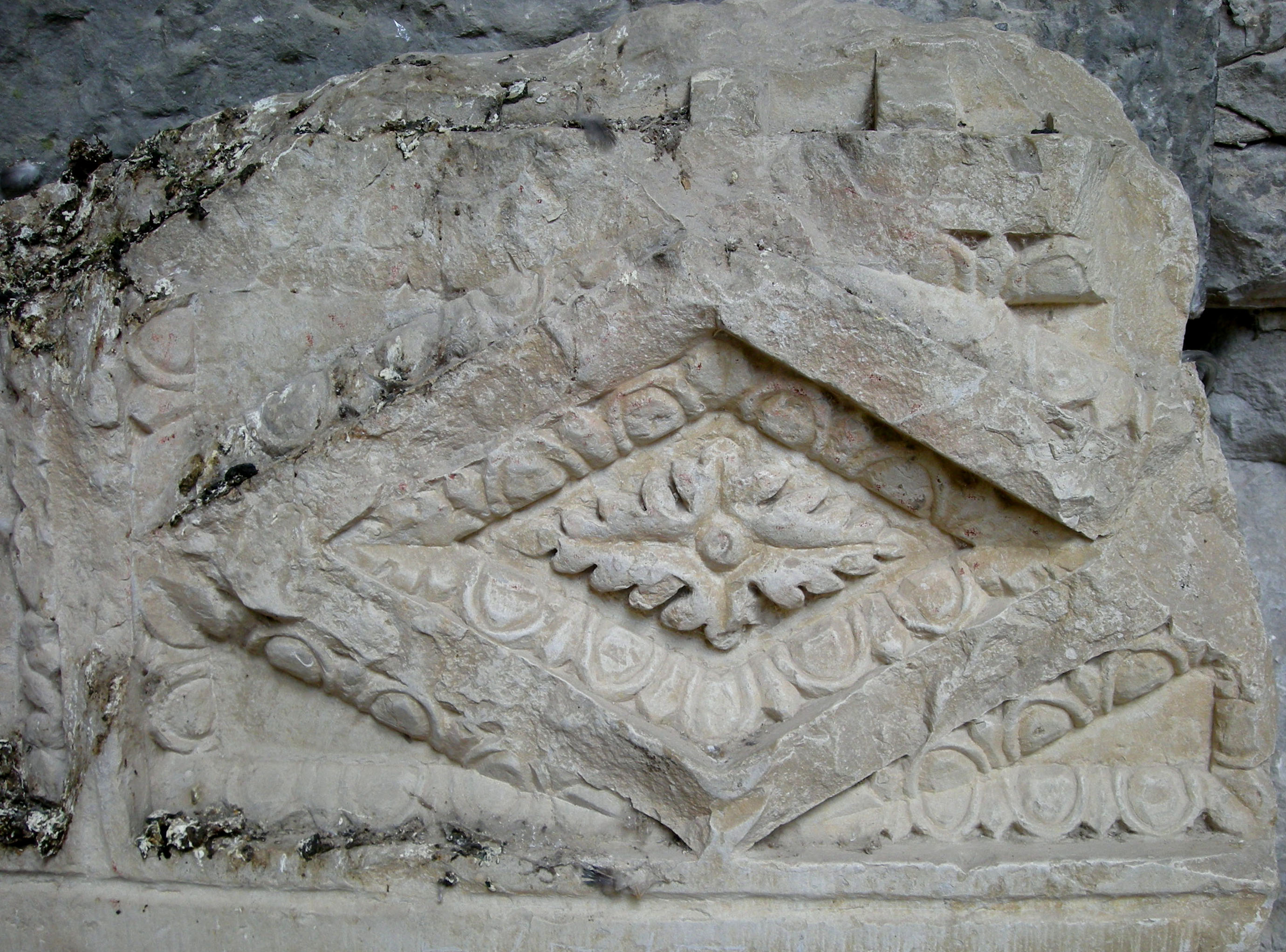
Outro tema da caixa esculpida, mesmo lugar.